# Богородичанська волость
Богородичанська волость — адміністративно-територіальна одиниця Ізюмського повіту Харківської губернії з центром у селі Богородичне.
Станом на 1885 рік складалася з 5 поселень, 4 сільських громад. Населення — 4265 осіб (2387 чоловічої статі та 1878 — жіночої), 758 дворових господарства.
|                     | Площа, десятин | У тому числі орної, дес. |
| ------------------- | -------------- | ------------------------ |
| Сільських громад    | 3538           | 3132                     |
| Приватної власності | 5220           | 921                      |
| Іншої власності     | 739            | 375                      |
| Загалом             | 9498           | 4428                     |

Єдине поселення волості:
- Богородичне — колишнє власницьке село при річці Сіверський Донець за 30 верст від повітового міста, 2781 особа, 354 двори, православна церква, 3 лавки, базари по четвергах, 2 ярмарки на рік. За 3 версти — монастир із 6 православними церквами, 2 лавками та лікарнею. За 2 версти — православна церква та 4 цегельних заводи. За 5 верст — каплиця та школа. За 5 верст — православна церква. За 7 верст — лісопильний завод.
- Банне — колишнє власницьке село при річці Сіверський Донець, 407 осіб, 92 двори, православна церква, лавка, 1 жовтня — щорічний ярмарок.
- Гола Долина — колишнє власницьке село, 676 осіб, 135 дворів, православна церква, поштова станція, постоялий двір, лавка.
- Тетянівка — колишнє власницьке село при річці Сіверський Донець, 424 особи, 96 дворів, лавка.